# ایگنازیو باتیستا
ایگنازیو باتیستا (انگلیسی: Ignazio Battista؛ زادهٔ ۸ مارس ۱۹۹۷) بازیکن فوتبال است.
از باشگاه‌هایی که در آن بازی کرده‌است می‌توان به باشگاه فوتبال ترنانا اشاره کرد.